# День любви (фильм)
«День любви» — советский художественный фильм, драма, боевик, снятый в 1990 году режиссёром Александром Полынниковым. Один из первых фильмов отечественного кооперативного кино.

## Сюжет
Действие происходит в 1990 году, на заключительном этапе советской перестройки. Место действия — промышленный моногород, структурированный вокруг автомобильного завода (по всей видимости, речь идёт о заводе «КамАЗ» в Набережных Челнах). Коррумпированный администратор (имя и должность не названы, но по смыслу это секретарь горкома КПСС или как минимум председатель горисполкома) запланировал крупную махинацию — продажу пятнадцати большегрузных автомобилей «КамАЗ» ташкентскому подпольному миллионеру Каримову. Цена вопроса — 3 миллиона рублей, которые Каримов должен доставить наличными.
Этот план становится известен правоохранительным органам. В город прибывает из Москвы следователь прокуратуры Рютин. Милиция арестовывает некоего бухгалтера, связного между местными коррупционерами и Каримовым. Он начинает давать показания. Выясняется, что на связь с Каримовым выходил также криминальный авторитет Безуглов по кличке «Охотник».
Безуглов — человек состоятельный и адаптированный в обществе, его хорошо знают в органах власти и на автозаводе. Он состоит в подчинении коррумпированного администратора, они совместно осуществляют преступную деятельность. Охотник руководит преступной бандой — «моталкой», состоящей из криминальных подростков, в основном воспитанников интерната и учащихся ПТУ. Курирует банду художник Костя. Безуглов также имеет личную охрану — это бандиты другого уровня, более взрослые (лет 25-30), лучше подготовленные и вооружённые огнестрельным оружием. Командует ими бригадир по имени Акай, при нём постоянный напарник по кличке «Валет».
Параллельно развивается другая сюжетная линия. В городе проводится конкурс красоты. Титул «королевы» завоёвывает добрая наивная девушка Кристина Кашина, дочь западногерманского инженера, живущая с матерью и отчимом Николаем, рабочим автозавода. На день рождения Кристины приезжает из ФРГ её отец Маттиас Херр, технический консультант автозавода.
Администратор — партнёр Каримова приказывает Безуглову отвлечь внимание правоохранительных органов от операции по продаже грузовиков. Способ оставлен на усмотрение Охотника. Он планирует на день передачи «КамАЗов» серию изнасилований, которой даёт циничное название «День любви». Члены «моталки» во главе с Костей нападают на девушек. Сам Безуглов проникает к Кристине Кашиной и насилует её.
Николай Кашин и Маттиас Херр решают найти насильников и расправиться с ними (милиции они явно не доверяют). С помощью раскаявшегося подростка из «моталки» по кличке «Пикассо» им удаётся захватить Костю. Они привозят его на автозавод, где Николай подвешивает его перед горящей печью и требует назвать того, кто изнасиловал Кристину. Костя признаётся, что им был Безуглов.
В это время на завод проникает посланный Охотником Акай с тремя бандитами. Маттиас включает аппаратуру, которая убивает троих, но сам Акай с пистолетом захватывает Кристину. От выстрела Акая в панель управления происходит самопроизвольное движение автоматики. Привязанный Костя сгорает в печи, о чём Николай сожалеет.
Акай держит Кристину под прицелом и шантажирует Николая: «Что тебе сказал Костя?!» (Впоследствии это выражение некоторое время было обиходным в криминальных группировках 1990-х годов.) Маттиас и Николай вступают в драку. Акай лучше подготовлен, но он роняет пистолет, который оказывается в руке Маттиаса, и сбегает.
Администратор узнаёт от Безуглова про ситуацию с Кристиной и сложности в «моталке». Он делает подручному жёсткий выговор. В охотничий домик Безуглова приезжают двое киллеров и убивают его вместе с проституткой Светой (вероломной подругой Кристины), после чего поджигают домик. Они буквально на минуту опережают Николая, приехавшего с той же целью на «КамАЗе», угнанном прямо с заводской площадки готовой продукции. Выбравшись из горящего домика, Кашин на грузовике преследует «Волгу» киллеров и провоцирует аварию, в результате которой те погибают.
За операцию прикрытия администратор берётся сам. У здания городского управления МВД организован несанкционированный «митинг протеста». Демонстранты якобы требуют привлечь насильников к ответу. Реально цели иные — толпа под командованием Акая сметает милицейское оцепление, бандиты прорываются в здание, избивают милиционеров. Захвачены ключи от камер, раскрыты двери, арестованные члены «моталки» выходят на волю. Валет вскрывает сейф, захвачена милицейская документация. Ударом заточки Акай убивает свидетеля-бухгалтера.
Во время митинга Рютин доставляет в УВД Николая Кашина. Однако он едва успевает начать допрос, как здание оказывается захвачено. Следователя и допрашиваемого избивают до потери сознания.
В это время на загородном шоссе осуществляется операция по передаче грузовиков Каримову. Деньги получены, документы переданы, шофёры заменены. КамАЗы уходят в Узбекистан. Кейс с тремя миллионами передан в «Волгу» коррумпированному администратору. Криминальная операция проведена успешно. Однако шофёр «Волги» (ни разу прежде не появлявшийся в фильме) убивает хозяина выстрелом в висок, бросает кейс на заднее сиденье и быстро уезжает.
Заключительный эпизод: Рютин с перевязанным лбом приезжает в аэропорт. Он вызывает на допрос Валентину — мать Кристины, жену Николая. Звук отключён, но Кристина явно узнаёт об отчиме. Оставив Маттиаса, она бежит за милицейской машиной. Судьба Николая неясна, финал открыт.

### Приметы времени и характерные особенности
Подростковые банды («моталки») были характерны для ряда советских городов, особенно Поволжья и Татарской АССР. Наибольшего масштаба достигала ещё в 1970-е годы криминальная активность казанской банды «Тяп-ляп».
На протяжении всего фильма коррумпированный администратор ни разу не показан лицом к зрителю. Когда его труп выпадает из «Волги», становятся заметны густые чёрные брови — аллюзия, связанная с Л. И. Брежневым.
Важный персонаж картины Каримов появляется лишь в одном из завершающих эпизодов. При этом он не произносит ни слова. Тем самым как бы подчёркивается его теневой вес и влияние.
В отличие от большинства советских фильмов данной тематики, «День любви» фактически заканчивается торжеством зла; не личным — трое главарей убиты, — но как социальной категории. По некоторым оценкам, в этом проявлялась «метка времени»: страх позднеперестроечного сознания перед социальными потрясениями и волной политизированного криминала.

## В ролях
| Актёр            | Роль                                                               |
| ---------------- | ------------------------------------------------------------------ |
| Анна Назарьева   | Кристина Кашина                                                    |
| Андрей Болтнев   | Николай Кашин, отчим Кристины, рабочий автозавода                  |
| Сергей Чернов    | Маттиас Херр, отец Кристины, немецкий инженер                      |
| Татьяна Бедова   | Валентина, мать Кристины                                           |
| Владимир Наумцев | Рютин, следователь по особо важным делам                           |
| Сергей Газаров   | Вадим Безуглов (Охотник), криминальный авторитет                   |
| Владимир Мышкин  | «человек из «Волги», коррумпированный администратор, главарь мафии |
| Андрей Смоляков  | Костя Тыпин, бандит-художник, главарь «моталки»                    |
| Леонид Муратов   | Акай, бандитский бригадир, охранник Охотника                       |
| Владимир Топцов  | Валет, бандит, напарник Акая                                       |
| Игорь Гринштейн  | Каримов, ташкентский мафиози, покупатель «КамАЗов»                 |
| Лев Перфилов     | бухгалтер, агент мафии                                             |
| Руслан Ангельчук | Пикассо, раскаявшийся член «моталки»                               |
| Игорь Шарапов    | Шкурко (Пистон), член «моталки»                                    |
| Анна Иваницкая   | Света, проститутка Охотника                                        |
| Александр Гловяк | погромщик-«афганец»                                                |
| Андрей Гончар    | швейцар                                                            |

## Создание фильма
- Фильм основан на реальных событиях, происходивших в 1980-х годах в городе Брежневе — времени, когда набирала силу местная ОПГ «29-й комплекс».[источник не указан 2320 дней]
- Это один из первых фильмов, снятых на частные деньги, которые режиссёру собрали челнинские рабочие завода «КамАЗ», чтобы тот снял фильм о жизни города и рабочих. В съёмках участвовали водители-испытатели.[источник не указан 2320 дней]
- Сценарий про заводскую жизнь трудового коллектива завода был написан челнинцем Юрием Манусовым[3], но режиссёр Александр Полынников почти все «комсомольское» отсёк и придумал детективную линию, основанную на череде изнасилований, и «голый» сюжет[4].

## Саундтрек
| Исполнитель       | Песня                              |
| ----------------- | ---------------------------------- |
| Jean Michel Jarre | Magnetic Fields 2                  |
| David Hasselhoff  | Lights in the Darkness             |
| Les Mckeown       | Love Is Just a Breath Away         |
| Les Mckeown       | It’s a Game (instrumental version) |
| Les Mckeown       | It’s a Game (long version)         |

## Критика
Киновед Александр Фёдоров отмечал, что в фильме режиссёр «откровенно демонстрирует свою любовь к американскому „экшн“», однако:

Одна беда — подражание американским триллерам и детективам получилось по-школьному старательным, но, мягко говоря, не очень профессиональным. Трюкам не хватает эффектности. Физические данные актёров далеки от спортивной подготовки Ван Дамма. «Экшн» сцены смонтированы вяловато, без выдумки… Да, любить американское развлекательное кино и снимать развлекательное кино по-американски вовсе не одно и то же!
Как отмечает Галина Р. Иванкина: "Чем ужасен и страшен этот фильм? Победой преступности, как явления. Нам транслировали: отныне всё так и будет и никакого вам светлого будущего, наивные люди".